# Shoreview
Shoreview és una població dels Estats Units a l'estat de Minnesota. Segons el cens del 2000 tenia 25.924 habitants.

## Demografia
Segons el cens del 2000, Shoreview tenia 25.377 habitants, 9.965 habitatges, i 7.021 famílies. La densitat de població era de 82.394,5 habitants per km².
Per edats la població es repartia de la següent manera: un 26,2% tenia menys de 18 anys, un 6,9% entre 18 i 24, un 28,6% entre 25 i 44, un 28,6% de 45 a 60 i un 9,7% 65 anys o més.
L'edat mediana era de 39 anys. Per cada 100 dones de 18 o més anys hi havia 90,3 homes.
La renda mediana per habitatge era de 68.941 $ i la renda mediana per família de 80.946 $. Els homes tenien una renda mediana de 53.833 $ mentre que les dones 36.565 $. La renda per capita de la població era de 31.969 $. Entorn de l'1,3% de les famílies i el 2,1% de la població estaven per davall del llindar de pobresa.

## Poblacions més properes
El següent diagrama mostra les poblacions més properes.